# Onthophagus cupreovirens
Onthophagus cupreovirens là một loài bọ cánh cứng trong họ Bọ hung (Scarabaeidae).